# 成貴妃
成贵妃（1813年—1888年），钮祜禄氏。正紅旗滿洲第二參領第十四佐領下人。乾清門侍衛、宣勇公、輕車都尉豐紳宜綿之女，總督、宣勇公、輕車都尉和琳之孫女 。清朝道光帝之貴妃。

## 生平
嘉庆十八年二月初八日丑时出生。
道光八年，在外八旗選秀中被指定为成贵人，同年三月入宮。道光九年二月初六日，成貴人降為余常在，並且裁減官女子大妞。
道光十六年十月初一日，晉為成贵人。道光十七年十月初十日，成贵人等人从湛静斋马头坐船，由春和镇至秀清村马头乘轿，过南楼门，至松风萝月马头坐船，至敷春堂，诣皇太后前递如意毕，乘轿至迎挥殿东配殿等候。道光二十四年，敬事房交出延禧宫成贵人下，因病出宫女子一名。
道光二十五年十月初五日，诏封為成嫔。道光二十六年十二月初十日，正式册封為成嫔。道光二十七年二月，敬事房交出咸福宫成嫔下，因病出宫女子一名。
道光二十九年六月十五日，降为成贵人。
道光三十年（1850年），咸丰帝登極後便尊封成貴人為成嫔。咸丰元年正月，敬事房交出寿东宫成嫔下，因病出宫女子一名。同年二月，敬事房交出寿東宫成嫔下，因病出宫女子一名。咸丰三年三月，敬事房交出寿东宫成嫔下，因病出宫女子一名。
咸丰十年十二月二十九日，咸丰帝对先帝妃嫔进行年节赏赐的记录看，当时得到赏赐的道光帝嫔妃有琳贵太妃、成嫔、彤嫔、祥嫔和蔡常在五位。此时，咸丰帝因为英法联军攻入北京而逃到热河。出逃時只能带上了以上五位先帝嫔妃，其他人都只能留在北京。
咸豐十一年（1861年），剛登極的同治帝再尊鈕祜祿氏為皇祖成妃。
同治元年二月，內務府為道光帝和咸豐帝妃嬪安排會親，定於二月二十二日，成妃會親，會親時間從早上卯時至傍晚酉時，親族人等俱出入壽安宮右門。
光緒二年，光緒帝尊其为成贵妃。光绪十四年三月三十日薨逝，享年七十六岁。隨即用吉祥轿将成贵妃遗体移送到景山东北的吉安所前殿；四月初一日将遗体殓入金棺内 ；四月十六日寅时，成贵妃金棺从吉安所奉移到田村殡宫西所正殿暂安。
光绪十四年九月十九日，成贵妃金棺从田村殯宮奉移清西陵，九月二十三日抵达慕东陵，成貴妃金棺暂安于西配殿。光绪十五年九月二十四日，成贵妃金棺正式葬入地宫。

## 家族
- 八世祖：尼雅哈納，外蘭之子，岱達禮噶哈之孫。原為閒散兵丁，崇德八年隨軍出征，因立下戰功而被賜予巴圖魯名號，並被封為三等輕車都尉，躋身軍功世家之列[8]。
- 七世祖：音達瑚齊，原任護軍校。
- 六世祖：外庫，原任護軍校。
- 五世祖：郎圖里，原任護軍校。
- 高祖父：八十七，白身。
- 曾祖父：常保，被封為三等輕車都尉，曾任參領、副都統等職。
- 祖父：和琳，曾任兵部右侍郎、四川總督等職，被封為一等宣勇公，一女為質恪郡王綿慶之嫡福晉[9]（即成貴妃之姑母）。
- 伯祖父：和珅，曾任總管內務府大臣、吏部尚書、領侍衛內大臣、文華殿大學士等職，並被封為一等忠襄公，一子豐紳殷德娶乾隆帝第十女固倫和孝公主；另有二女分別為和碩淳度親王允祐之孫多羅貝勒永鋆之嫡夫人[10]、富察氏禮部尚書貴慶之妻（即成貴妃之堂姑）。
- 父：豐紳宜綿，被封為三等輕車都尉、一等宣勇公，曾任乾清門侍衛等職。
- 兄弟：福恩，即固倫和孝公主之養子。
- 侄女：不入八分輔國公毓厚之妻。

## 影视作品
- 電視劇

| 年份 | 劇名     | 演員   | 剧中姓名    | 劇中稱謂 |
| 2003 | 薛义清宫 | 吴韻   | 鈕祜祿氏    | 成貴妃   |
| 2011 | 萬凰之王 | 沈卓盈 | 鈕祜祿·秀成 | 成妃     |